# 刘五店沙鸡子
刘五店沙鸡子（学名：Phyllophorus liuwutiensis）为沙鸡子科沙子鸡属的动物。在中国大陆，分布于福建、广东等地，多生活于潮间带的沙底。该物种的模式产地在福建厦门刘五店。